# Prosenická Lhota
Prosenická Lhota là một làng thuộc huyện Příbram, vùng Středočeský, Cộng hòa Séc.